# Митинг у памятника Адаму Мицкевичу

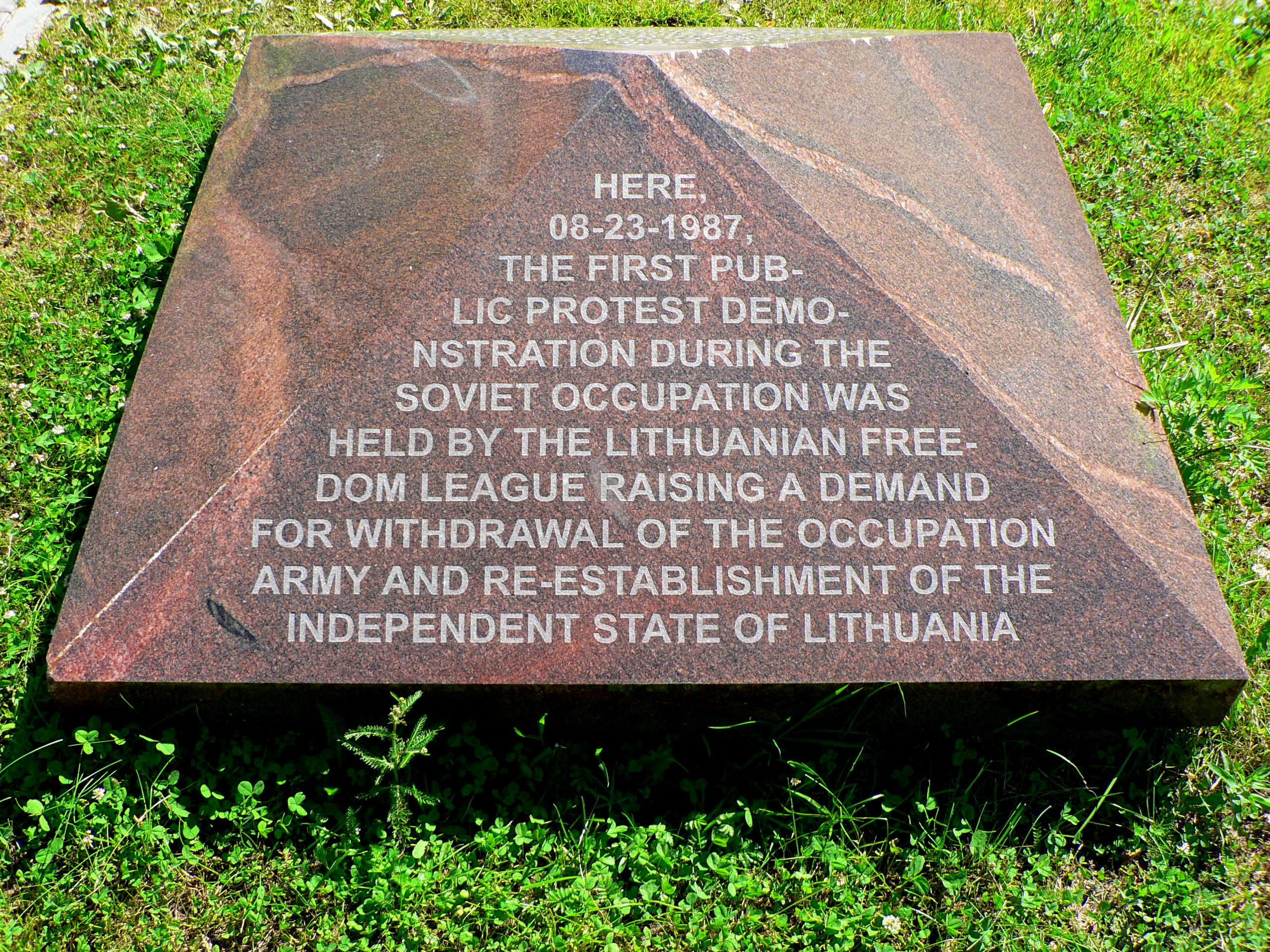
Памятный камень на площади Адама Мицкевича.

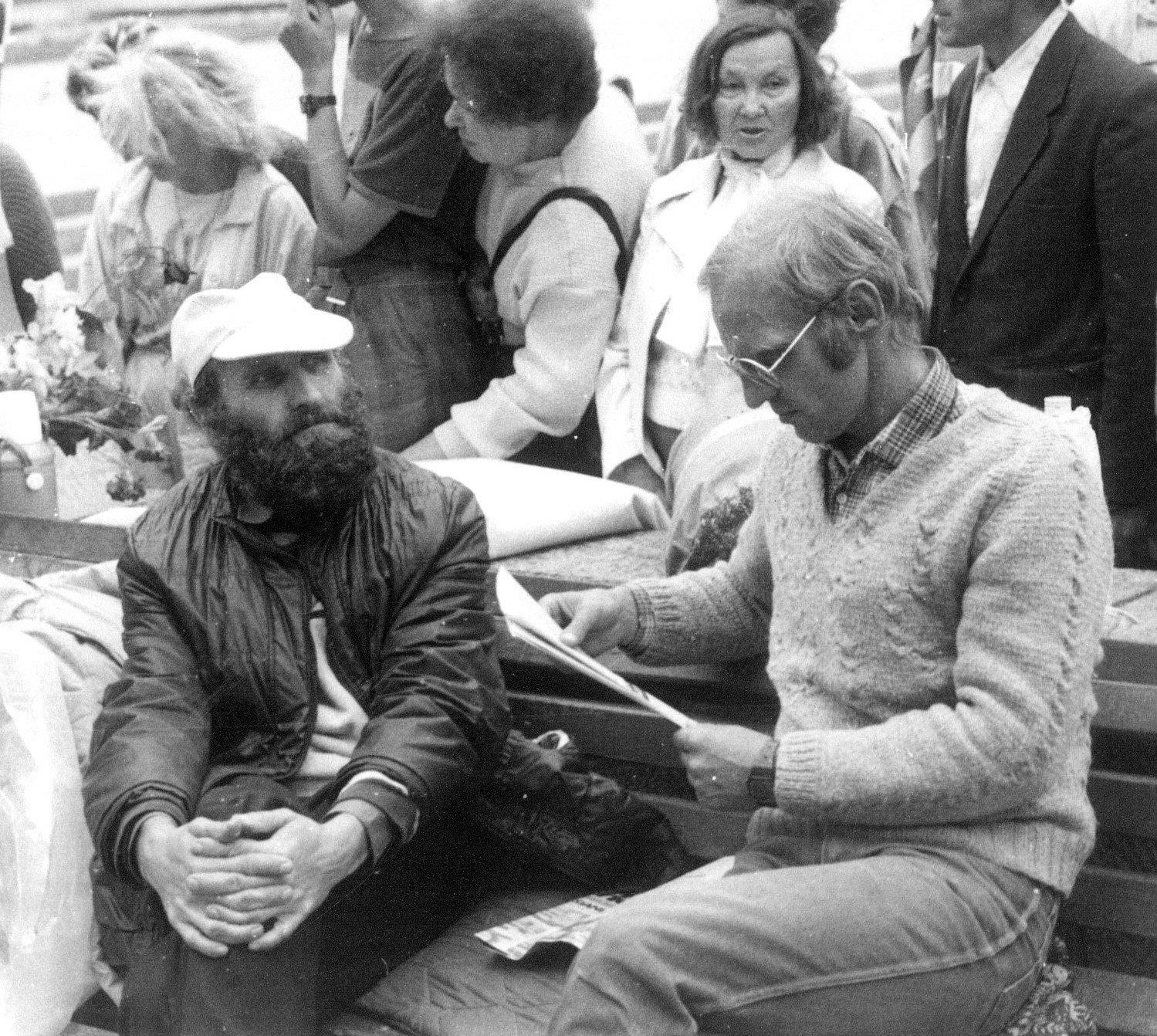
Пятрас Сидзикас (слева), 1988 год, во время голодовки.

Митинг у памятника Адаму Мицкевичу (лит. Mitingas prie Adomo Mickevičiaus paminklo) — митинг, посвященный годовщине заключения пакта Молотова — Риббентропа, состоявшийся 23 августа 1987 года у памятника Адаму Мицкевичу в Вильнюсе. Митинг стал первым несанкционированным мероприятием такого рода в Литовской ССР и первой публичной антисоветской акцией после событий в Каунасе 1972 года.

## Предыстория
Антикоммунистические настроения в ЛитССР усилились в 1987 г., как раз после возвращения лидеров насильственного сопротивления из мест заключения и депортаций. Основными организаторами митинга являются активисты Литовской лиги Свободы — Антанас Терлецкас и Витаутас Богушис, а также диссидент Пятрас Цидзикас и участники католического подполья во главе с Нийоле Садунайте. Новость о проведении митинга распространялась через западные средства массовой информации. 
Советские правоохранительные органы пытались противодействовать митингу. Так, 18 августа Терлецкас был предупрежден прокуратурой о грозящей ему уголовной ответственности по ч. 1 и 3 ст. 199 УК Литовской ССР (участие в антисоветской демонстрации или нарушение общественного порядка).

## Митинг
По разным оценкам, в митинге приняли участие около 500—1000  человек. Пакт Молотова — Риббентропа, определивший судьбу Литвы перед Второй мировой войной, был публично осужден. Во время митинга читались стихи, а также исполнялся государственный гимн Литвы. Н. Садунайте, которая первой выступила на митинге, осудила Иосифа Сталина и Адольфа Гитлера за их преступления против человечности. Робертас Григас в своем выступлении заявил, что СССР присоединил Литву насильно. Витаутас Пранцишкус Янчяускас, сотрудник Государственного академического драматического театра, потребовал объявления независимости Литвы. Мероприятия освещали также корреспонденты западных СМИ.

## Последствия
Советская пресса Литвы осудила выступление. Участников митинга изображали фальсификаторами истории и агентами западных спецслужб. 25 августа организаторы митинга Н. Садунайте, А. Терлецкас, В. Богушис и П. Цидзикас написали публичное письмо Генеральному секретарю ЦК КПСС Михаилу Горбачеву с сообщением, что организаторы и участники митинга подвергаются преследованиям со стороны местных властей и травле. Впрочем психологический перелом у общественных активистов Литвы уже произошел. Год спустя, в 1988 году, Саюдис организовал митинг в память о пакте Молотова — Риббентропа в парке Вингис, в митинге принял 250 тысяч участников. Еще через год состоялся так называемый Балтийский путь, собравший около 2 миллионов человек.